# Charles Danthon
Charles Danthon est un homme politique français né le 15 août 1753 à Vienne (Isère) et décédé le 11 février 1824 à Verneuil (Cher).

## Biographie
Homme de loi, il est député aux États de Romans et devient procureur syndic du district de Vienne. Il est député de l'Isère de 1791 à 1792, siégeant dans la majorité. 

## Sources
- Ressource relative à la vie publique :   - Base Sycomore
- Notices d'autorité :   - VIAF
  - ISNI
  - BnF (données)
- « Charles Danthon », dans Adolphe Robert et Gaston Cougny, Dictionnaire des parlementaires français, Edgar Bourloton, 1889-1891 [détail de l’édition]